# 朱載𡎻
泰安康惠王朱載𡎻（1545年—1560年），明朝德藩第三代泰安王，泰安端懿王朱厚燌的庶長子。

## 生平
嘉靖二十五年（1546年），泰安端懿王朱厚燌去世。嘉靖三十八年（1559年）十月，朱載𡎻襲封泰安王。
嘉靖三十九年（1560年），朱載𡎻去世，享年十六歲，諡號康惠。無子，泰安王的封爵被廢除。明末，朱載𡎻的姪曾孫朱由襲爵。